# Campeonato Sul-Americano de Futebol Sub-20 de 2025
O Campeonato Sul-Americano de Futebol Sub-20 de 2025, oficialmente CONMEBOL Sub-20 Venezuela 2025 (espanhol: CONMEBOL Sub-20 Venezuela 2025) foi a 31.ª edição da competição organizada pela Confederação Sul-Americana de Futebol (CONMEBOL) para jogadores com até 20 anos de idade. O evento foi realizado na Venezuela entre 23 de janeiro e 16 de fevereiro com a participação das dez associações de futebol do continente.
Pela segunda edição consecutiva, o Brasil conquistou o título da competição, sendo o 13.º no geral, após finalizar a fase final com quatro vitórias em cinco jogos. Além da seleção brasileira, a Argentina, a Colômbia e o Paraguai por serem as quatro equipes melhores colocadas na fase final se classificaram para a Copa do Mundo FIFA Sub-20 de 2025, no Chile. Por já estar automaticamente classificada, a seleção chilena que foi a sexta colocada na fase final também se classificou para a Copa do Mundo Sub-20 de 2025.

## Equipes participantes
Todas as dez equipes filiadas a CONMEBOL participaram do evento:
| - Argentina - Bolívia - Brasil (atual campeão) - Chile - Colômbia | - Equador - Paraguai - Peru - Uruguai - Venezuela (anfitrião) |

## Sedes
O Peru foi originalmente anunciado como país anfitrião do torneio pelo presidente da CONMEBOL, Alejandro Domínguez, durante uma reunião do conselho da entidade realizada em 10 de abril de 2024. Porém em 13 de novembro do mesmo ano, a mídia local peruana anunciou que o país havia perdido a sede do torneio devido à instabilidade institucional na Federação Peruana de Futebol, como resultado da prisão de seu presidente uma semana antes.
Em 15 de novembro de 2024, a CONMEBOL anunciou algumas mudanças em seu calendário de competições para 2025 em uma carta enviada às suas associações-membro, confirmando a Venezuela como a nova sede do Sul-Americano Sub-20 em substituição ao Peru. As cidades-sede foram confirmadas em 20 de janeiro de 2025, com cinco estádios em quatro cidades (Cabudare, Caracas, Puerto la Cruz e Valencia).
| Cabudare                        | Cabudare Valencia Puerto la Cruz Caracas | Cabudare Valencia Puerto la Cruz Caracas |
| ------------------------------- | ---------------------------------------- | ---------------------------------------- |
| Estádio Metropolitano de Lara   | Cabudare Valencia Puerto la Cruz Caracas | Cabudare Valencia Puerto la Cruz Caracas |
| Capacidade: 40 312              | Cabudare Valencia Puerto la Cruz Caracas | Cabudare Valencia Puerto la Cruz Caracas |
|                                 | Cabudare Valencia Puerto la Cruz Caracas | Cabudare Valencia Puerto la Cruz Caracas |
| Valencia                        | Cabudare Valencia Puerto la Cruz Caracas | Cabudare Valencia Puerto la Cruz Caracas |
| Estádio Misael Delgado          | Cabudare Valencia Puerto la Cruz Caracas | Cabudare Valencia Puerto la Cruz Caracas |
| Capacidade: 10 400              | Cabudare Valencia Puerto la Cruz Caracas | Cabudare Valencia Puerto la Cruz Caracas |
|                                 | Cabudare Valencia Puerto la Cruz Caracas | Cabudare Valencia Puerto la Cruz Caracas |
| Puerto la Cruz                  | Caracas                                  | Caracas                                  |
| Estádio José Antonio Anzoátegui | Estádio Brígido Iriarte                  | Estádio Olímpico da UCV                  |
| Capacidade: 37 485              | Capacidade: 10 000                       | Capacidade: 24 264                       |
|                                 |                                          |                                          |

## Árbitros
A Comissão de Árbitros da CONMEBOL selecionou onze árbitros e vinte e dois assistentes, incluindo um trio da Itália como parte do memorando de entendimento entre a CONMEBOL e a UEFA.
| Árbitros                | Assistentes                              |
| ----------------------- | ---------------------------------------- |
| ARG Maximiliano Ramírez | ARG Pablo González ARG Pablo Acevedo     |
| BOL Jordy Alemán        | BOL Carlos Tapia BOL Rubén Flores        |
| BRA Paulo Zanovelli     | BRA Nailton Sousa BRA Luanderson de Lima |
| CHI José Cabero         | CHI Juan Serrano CHI Alejandro Molina    |
| COL Jhon Hinestroza     | COL Miguel Roldán COL David Fuentes      |

| Árbitros             | Assistentes                              |
| -------------------- | ---------------------------------------- |
| ECU Álex Cajas       | ECU Edison Vásquez ECU Dennys Guerrero   |
| ITA Andrea Colombo   | ITA Luigi Rossi ITA Marcello Rossi       |
| PAR Derlis López     | PAR José Villagra PAR Luis Onieva        |
| PER Michael Espinoza | PER Stephen Atoche PER Coty Carrera      |
| URU Mathías de Armas | URU Agustín Berisso URU Horacio Ferreiro |
| VEN Yender Herrera   | VEN Antoni García VEN José Martínez      |

## Sorteio
O sorteio original do torneio foi realizado em 29 de outubro de 2024 na sede da CONMEBOL em Luque, no Paraguai. As dez equipes envolvidas foram sorteadas em dois grupos de cinco. O então anfitrião Peru e o atual campeão Brasil foram alocados nos grupos A e B, respectivamente, e atribuídos à posição 1 em seu grupo, enquanto as equipes restantes foram colocadas em quatro "potes de pareamento" de acordo com sua posição final no Campeonato Sul-Americano Sub-20 de 2023.
| Cabeças de chave                   | Pote 2           | Pote 3            | Pote 4         | Pote 5            |
| ---------------------------------- | ---------------- | ----------------- | -------------- | ----------------- |
| Peru (sede) Brasil (atual campeão) | Uruguai Colômbia | Equador Venezuela | Paraguai Chile | Argentina Bolívia |

Como consequência da mudança do país-sede, a CONMEBOL decidiu realizar um segundo sorteio em 6 de dezembro de 2024, seguindo os mesmos procedimentos do anterior, mas com as classificações e potes atualizados.
| Cabeças de chave                             | Pote 2           | Pote 3           | Pote 4          | Pote 5       |
| -------------------------------------------- | ---------------- | ---------------- | --------------- | ------------ |
| Venezuela (nova sede) Brasil (atual campeão) | Uruguai Colômbia | Equador Paraguai | Chile Argentina | Bolívia Peru |

## Fase de grupos
As 10 equipes participantes foram divididas em dois grupos de cinco equipes cada. As três primeiras colocadas em cada um dos grupos avançaram para a fase final.
Em caso de empate em pontos em qualquer uma das posições, a classificação é determinada seguindo os seguintes critérios, por ordem:
1. Resultado entre as equipes empatadas;
  - Pontos no confronto direto entre as equipes empatadas;
  - Diferença de gols no confronto direto entre as equipes empatadas;
  - Gols marcados em confrontos diretos entre os times empatados;
2. Diferença de gols em todos os jogos do grupo;
3. Gols marcados em todos os jogos do grupo;
4. Menos cartões vermelhos recebidos;
5. Menos cartões amarelos recebidos;
6. Sorteio.

Todas as partidas seguem o fuso horário local (UTC−4).

### Grupo A
| Pos | Equipe    | Pts | J | V | E | D | GP | GC | SG | Classificado |
| --- | --------- | --- | - | - | - | - | -- | -- | -- | ------------ |
| 1   | Uruguai   | 9   | 4 | 3 | 0 | 1 | 10 | 2  | +8 | Fase final   |
| 2   | Paraguai  | 9   | 4 | 3 | 0 | 1 | 5  | 8  | −3 | Fase final   |
| 3   | Chile     | 6   | 4 | 2 | 0 | 2 | 7  | 7  | 0  | Fase final   |
| 4   | Venezuela | 6   | 4 | 2 | 0 | 2 | 6  | 3  | +3 |              |
| 5   | Peru      | 0   | 4 | 0 | 0 | 4 | 3  | 11 | −8 |              |

1. 1 2  Confronto direto: Uruguai 6–0 Paraguai
2. 1 2  Confronto direto: Venezuela 1–2 Chile

| 23 de janeiro | Peru          | 1 – 2     | Paraguai                        | Estádio Metropolitano de Lara, Cabudare |
| 17:00         | Goicochea 20' | Relatório | Kmet 26' (pen.) · Fernández 72' | Árbitro: COL Jhon Hinestroza            |

| 23 de janeiro | Venezuela     | 1 – 2     | Chile           | Estádio Metropolitano de Lara, Cabudare |
| 19:30         | Andrade 45+5' | Relatório | Rossel 34', 40' | Árbitro: ARG Maximiliano Ramírez        |

| 25 de janeiro | Chile     | 1 – 2     | Uruguai                          | Estádio Metropolitano de Lara, Cabudare |
| 17:00         | Ramos 16' | Relatório | Machado 8' · Rossel 90+6' (g.c.) | Árbitro: BRA Paulo Zanovelli            |

| 25 de janeiro | Peru | 0 – 4     | Venezuela                                                 | Estádio Metropolitano de Lara, Cabudare |
| 19:30         |      | Relatório | Tamayo 13' · Arias 66' (g.c.) · Rodríguez 81' · Vegas 89' | Árbitro: ITA Andrea Colombo             |

| 27 de janeiro | Chile                           | 3 – 2     | Peru                      | Estádio Metropolitano de Lara, Cabudare |
| 17:00         | Vásquez 12' · Rossel 86', 90+3' | Relatório | Soyer 24' · Goicochea 53' | Árbitro: BOL Jordy Alemán               |

| 27 de janeiro | Uruguai                                                             | 6 – 0     | Paraguai | Estádio Metropolitano de Lara, Cabudare |
| 19:30         | Severo 14' · Petit 26', 31' · Machado 62' · Crucci 67' · Barbas 75' | Relatório |          | Árbitro: ARG Maximiliano Ramírez        |

| 29 de janeiro | Uruguai                   | 2 – 0     | Peru | Estádio Metropolitano de Lara, Cabudare |
| 17:00         | Machado 6' · Pacífico 13' | Relatório |      | Árbitro: ECU Álex Cajas                 |

| 29 de janeiro | Paraguai    | 1 – 0     | Venezuela | Estádio Metropolitano de Lara, Cabudare |
| 19:30         | Alfonso 42' | Relatório |           | Árbitro: COL Jhon Hinestroza            |

| 31 de janeiro | Venezuela          | 1 – 0     | Uruguai | Estádio Metropolitano de Lara, Cabudare |
| 19:30         | Andrade 59' (pen.) | Relatório |         | Árbitro: BRA Paulo Zanovelli            |

| 31 de janeiro | Paraguai                  | 2 – 1     | Chile     | Estádio Misael Delgado, Valencia |
| 19:30         | Paoli 35' · Á. Aguayo 57' | Relatório | Ramos 69' | Árbitro: ITA Andrea Colombo      |

### Grupo B
| Pos | Equipe    | Pts | J | V | E | D | GP | GC | SG | Classificado |
| --- | --------- | --- | - | - | - | - | -- | -- | -- | ------------ |
| 1   | Colômbia  | 10  | 4 | 3 | 1 | 0 | 6  | 3  | +3 | Fase final   |
| 2   | Argentina | 8   | 4 | 2 | 2 | 0 | 8  | 1  | +7 | Fase final   |
| 3   | Brasil    | 6   | 4 | 2 | 0 | 2 | 5  | 10 | −5 | Fase final   |
| 4   | Equador   | 4   | 4 | 1 | 1 | 2 | 4  | 5  | −1 |              |
| 5   | Bolívia   | 0   | 4 | 0 | 0 | 4 | 4  | 8  | −4 |              |

| 24 de janeiro | Bolívia   | 1 – 2     | Equador                 | Estádio Misael Delgado, Valencia |
| 17:00         | Rojas 25' | Relatório | Arroyo 51' · Obando 54' | Árbitro: VEN Yender Herrera      |

| 24 de janeiro | Brasil | 0 – 6     | Argentina                                                                             | Estádio Misael Delgado, Valencia |
| 19:30         |        | Relatório | Subiabre 6' · Echeverri 8', 54' · Igor Serrote 11' (g.c.) · Ruberto 52' · Hidalgo 78' | Árbitro: PAR Derlis López        |

| 26 de janeiro | Bolívia      | 1 – 2     | Brasil                                 | Estádio Misael Delgado, Valencia |
| 17:00         | Centella 47' | Relatório | Gabriel Moscardo 41' · Breno Bidon 28' | Árbitro: PER Michael Espinoza    |

| 26 de janeiro | Argentina     | 1 – 1     | Colômbia  | Estádio Misael Delgado, Valencia |
| 19:30         | Echeverri 36' | Relatório | Perea 33' | Árbitro: CHI José Cabero         |

| 28 de janeiro | Argentina            | 1 – 0     | Bolívia | Estádio Misael Delgado, Valencia |
| 17:00         | Rodríguez Pagano 86' | Relatório |         | Árbitro: VEN Yender Herrera      |

| 28 de janeiro | Colômbia          | 1 – 0     | Equador | Estádio Misael Delgado, Valencia |
| 19:30         | N. Villarreal 41' | Relatório |         | Árbitro: URU Mathías de Armas    |

| 30 de janeiro | Colômbia                                      | 3 – 2     | Bolívia                     | Estádio Misael Delgado, Valencia |
| 17:00         | N. Villarreal 2' · González 14' · Montaño 86' | Relatório | Rojas 60' · Rodríguez 90+4' | Árbitro: PAR Derlis López        |

| 30 de janeiro | Equador                      | 2 – 3     | Brasil                                  | Estádio Misael Delgado, Valencia |
| 19:30         | Obando 76' · Páez 84' (pen.) | Relatório | Iago 25' · Deivid Washington 27', 45+1' | Árbitro: CHI José Cabero         |

| 1 de fevereiro | Brasil | 0 – 1     | Colômbia          | Estádio Misael Delgado, Valencia |
| 17:00          |        | Relatório | N. Villarreal 47' | Árbitro: URU Mathías de Armas    |

| 1 de fevereiro | Equador | 0 – 0     | Argentina | Estádio Metropolitano de Lara, Cabudare |
| 17:00          |         | Relatório |           | Árbitro: PER Michael Espinoza           |

## Fase final
| Pos | Equipe     | Pts | J | V | E | D | GP | GC | SG | Classificado                 |
| --- | ---------- | --- | - | - | - | - | -- | -- | -- | ---------------------------- |
| 1   | Brasil (C) | 13  | 5 | 4 | 1 | 0 | 9  | 2  | +7 | Copa do Mundo Sub-20 de 2025 |
| 2   | Argentina  | 10  | 5 | 3 | 1 | 1 | 10 | 8  | +2 | Copa do Mundo Sub-20 de 2025 |
| 3   | Colômbia   | 9   | 5 | 3 | 0 | 2 | 10 | 4  | +6 | Copa do Mundo Sub-20 de 2025 |
| 4   | Paraguai   | 9   | 5 | 3 | 0 | 2 | 7  | 10 | −3 | Copa do Mundo Sub-20 de 2025 |
| 5   | Uruguai    | 1   | 5 | 0 | 1 | 4 | 5  | 10 | −5 |                              |
| 6   | Chile      | 1   | 5 | 0 | 1 | 4 | 4  | 11 | −7 | Copa do Mundo Sub-20 de 2025 |

1. 1 2  Confronto direto: Colômbia 4–0 Paraguai
2. ↑  Chile automaticamente classificado por ser o país-sede.

| 4 de fevereiro | Chile      | 1 – 2     | Argentina                  | Estádio Olímpico da UCV, Caracas |
| 16:00          | Rossel 61' | Relatório | Subiabre 35' · Ruberto 42' | Árbitro: BRA Paulo Zanovelli     |

| 4 de fevereiro | Uruguai | 0 – 1     | Brasil    | Estádio Brígido Iriarte, Caracas |
| 18:30          |         | Relatório | Pedro 74' | Árbitro: ITA Andrea Colombo      |

| 4 de fevereiro | Colômbia                                  | 4 – 0     | Paraguai | Estádio Brígido Iriarte, Caracas |
| 21:00          | Barrera 14' · N. Villarreal 31', 51', 71' | Relatório |          | Árbitro: ARG Maximiliano Ramírez |

| 7 de fevereiro | Colômbia | 0 – 1     | Brasil  | Estádio Olímpico da UCV, Caracas |
| 16:00          |          | Relatório | Iago 6' | Árbitro: CHI José Cabero         |

| 7 de fevereiro | Uruguai                      | 3 – 4     | Argentina                               | Estádio Brígido Iriarte, Caracas |
| 18:30          | Lavega 60', 75' · Crucci 86' | Relatório | Echeverri 38', 45+3' · Carrizo 52', 69' | Árbitro: PER Michael Espinoza    |

| 7 de fevereiro | Paraguai                 | 2 – 1     | Chile    | Estádio Brígido Iriarte, Caracas |
| 21:00          | Alfonso 55' · Kmet 90+3' | Relatório | Arce 83' | Árbitro: ECU Álex Cajas          |

| 10 de fevereiro | Paraguai      | 1 – 3     | Brasil                                              | Estádio Olímpico da UCV, Caracas |
| 16:00           | Á. Aguayo 25' | Relatório | Gustavo Prado 15' · Rayan 17' · Alisson Santana 78' | Árbitro: VEN Yender Herrera      |

| 10 de fevereiro | Argentina    | 1 – 0     | Colômbia | Estádio Brígido Iriarte, Caracas |
| 18:30           | Subiabre 86' | Relatório |          | Árbitro: ITA Andrea Colombo      |

| 10 de fevereiro | Chile     | 1 – 1     | Uruguai       | Estádio Brígido Iriarte, Caracas |
| 21:00           | Román 65' | Relatório | Rodríguez 45' | Árbitro: ARG Maximiliano Ramírez |

| 13 de fevereiro | Paraguai  | 1 – 0     | Uruguai | Estádio Olímpico da UCV, Caracas |
| 16:00           | Paoli 52' | Relatório |         | Árbitro: CHI José Cabero         |

| 13 de fevereiro | Colômbia                                    | 3 – 1     | Chile      | Estádio Brígido Iriarte, Caracas |
| 18:30           | Perea 30' · N. Villarreal 50' · Benítez 81' | Relatório | Romero 38' | Árbitro: ECU Álex Cajas          |

| 13 de fevereiro | Brasil    | 1 – 1     | Argentina            | Estádio Brígido Iriarte, Caracas |
| 21:00           | Rayan 78' | Relatório | Echeverri 40' (pen.) | Árbitro: URU Mathías de Armas    |

| 16 de fevereiro | Uruguai    | 1 – 3     | Colômbia                                      | Estádio José Antonio Anzoátegui, Puerto la Cruz |
| 15:00           | Severo 13' | Relatório | N. Villarreal 6' · González 15' · Sarabia 39' | Árbitro: BRA Paulo Zanovelli                    |

| 16 de fevereiro | Brasil                                                  | 3 – 0     | Chile | Estádio José Antonio Anzoátegui, Puerto la Cruz |
| 17:30           | Deivid Washington 73' · Pedro 86' · Ricardo Mathias 88' | Relatório |       | Árbitro: VEN Yender Herrera                     |

| 16 de fevereiro | Argentina        | 2 – 3     | Paraguai                            | Estádio José Antonio Anzoátegui, Puerto la Cruz |
| 20:30           | Carrizo 52', 66' | Relatório | Kmet 30' · Caballero 47' · León 82' | Árbitro: ITA Andrea Colombo                     |

## Premiação
| Campeonato Sul-Americano Sub-20 de 2025 |
| Brasil                                  |
| --------------------------------------- |
| BRASIL Campeão (13.º título)            |

## Artilharia
8 gols
- COL Néiser Villarreal

6 gols
- ARG Claudio Echeverri

5 gols
- CHI Juan Francisco Rossel

4 gols
- ARG Maher Carrizo

3 gols
- ARG Ian Subiabre
- BRA Deivid Washington
- PAR Luca Kmet
- URU Renzo Machado

2 gols
- ARG Agustín Ruberto
- BOL Jairo Rojas
- BRA Iago
- BRA Pedro
- BRA Rayan
- CHI Emiliano Ramos
- COL Kener González
- COL Óscar Perea
- ECU Allen Obando
- PAR Ángel Aguayo
- PAR Gadiel Paoli
- PAR Octavio Alfonso
- PER Juan Pablo Goicochea
- URU Alejandro Severo
- URU Esteban Crucci
- URU Gonzalo Petit
- URU Joaquín Lavega
- VEN Kervin Andrade

1 gol
- ARG Santiago Hidalgo
- ARG Teo Rodríguez Pagano
- BOL Guilmar Centella
- BOL Mark Rodríguez
- BRA Alisson Santana
- BRA Breno Bidon
- BRA Gabriel Moscardo
- BRA Gustavo Prado
- BRA Ricardo Mathias
- CHI Agustín Arce
- CHI Ignacio Vásquez
- CHI Iván Román
- CHI Patricio Romero
- COL Carlos Sarabia
- COL John Montaño
- COL Jordan Barrera
- COL Royner Benítez
- ECU Kendry Páez
- ECU Keny Arroyo
- PAR David Fernández
- PAR Diego León
- PAR Tiago Caballero
- PER Bassco Soyer
- URU Germán Barbas
- URU Juan Rodríguez
- URU Patricio Pacífico
- VEN Bianneider Tamayo
- VEN Leandro Rodríguez
- VEN Miguel Vegas

Gols contra
- BRA Igor Serrote (para a Argentina)
- CHI Juan Francisco Rossel (para o Uruguai)
- PER Brian Arias (para a Venezuela)